# Politisches System Islands

Wappen Islands

Das politische System Islands ist eine parlamentarische Republik. Das wichtigste Gesetzeswerk stellt die isländische Verfassung dar.
Die Legislative bildet das Althing, die Exekutive der Präsident und die Regierung. Das Staatsoberhaupt ist der Präsident, er wird direkt vom Volk gewählt. Die eigentlichen Regierungsgeschäfte führt der isländische Premierminister. Die Judikative ist zweistufig ausgebildet. Die untere Ebene bilden die Bezirksgerichte, die obere Ebene das Obergericht Hæstiréttur, der oberste Gerichtshof, das auch als Verfassungsgericht fungiert.
Island erreichte auf dem Demokratieindex 2020 der Zeitschrift The Economist den 2. Platz.

## Legislative
Das Althing ist die legislative Macht in Island.

### Althing

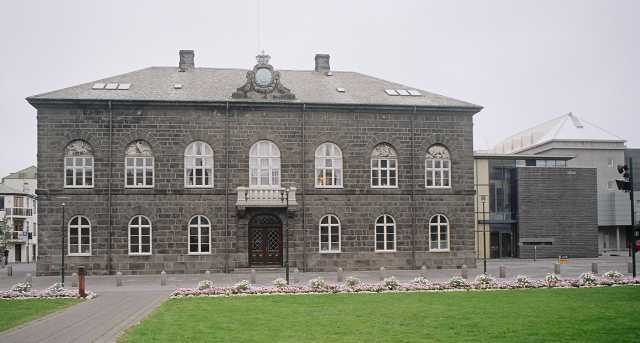
Althing

Das isländische Parlament Althing hat 63 Mitglieder, die alle vier Jahre gewählt werden. Das Althing kann unter bestimmten Voraussetzungen vorzeitig aufgelöst werden.
Mitglieder des Althings werden in einer Verhältniswahl nach dem Präferenzwahlsystem in sechs Wahlkreisen gewählt. Bis 1991 war das Althing in ein Ober- und ein Unterhaus geteilt und wurde dann in ein Einkammerparlament umgestaltet.
Wahlberechtigt sind Staatsbürger ab einem Alter von 18 Jahren.

## Exekutive

### Präsident
Der Präsident ist das Staatsoberhaupt Islands. Er vertritt Island völkerrechtlich. Seine Amtszeit dauert vier Jahre und beginnt jeweils am 1. August des Wahljahres. Er wird durch direkte Volkswahl in einem Wahlgang mit einfacher Mehrheit bestimmt. Sind bis zum Stichtag keine alternativen Wahlvorschläge eingegangen, so wird der einzige Kandidat ohne Urnengang (stille Wahl) vom Präsidenten des Obersten Gerichtshofs als rechtmäßig Gewählter festgestellt. Wahlberechtigt bei Präsidentschaftswahlen sind Staatsbürger ab einem Alter von 18 Jahren, der Kandidat muss das 40. Lebensjahr vollendet haben.
Derzeitiges Staatsoberhaupt seit 1. August 2024 ist Präsidentin Halla Tómasdóttir.
Gemäß der Verfassung von 1944, die im Wesentlichen den König der konstitutionellen Monarchie durch den Präsidenten der Republik ersetzte, geht die Exekutivgewalt vom Präsidenten aus, der sie allerdings von seiner Regierung ausüben lässt. Diese oder einzelne Minister (ráðherra) ernennt und entlässt er auf den bei Bedarf einberufenen Reichsratssitzungen (ríkisráðsfundur, Präsident und Kabinett). Er ist dabei nicht an die Mehrheitsverhältnisse im Parlament gebunden, d. h. die Regierung (ríkisstjórnin) wird weder vom Parlament gewählt noch von diesem bestätigt. Gemeinhin folgt er allerdings den politisch möglichen Mehrheiten, auch bei Koalitionswechseln während der Legislaturperiode. In der Praxis haben sich bis ins 21. Jahrhundert hinein alle Präsidenten aus der Tagespolitik herausgehalten und sich auf ihre repräsentativen Aufgaben als Symbol der Einheit Islands beschränkt.
Dem Staatspräsidenten müssen alle Gesetze zur Unterzeichnung vorgelegt werden. Verweigert er die Unterschrift, so tritt das Gesetz zwar zunächst in Kraft, muss aber alsbald dem Volk zur Abstimmung vorgelegt werden, wodurch es endgültig angenommen oder verworfen wird. Dies kann als beschränktes Vetorecht ausgelegt werden, allerdings ist es nur ein Verweis an das Volk als Souverän. In über 60 Jahren politischer Praxis seit Ausrufung der Republik hatte niemals ein Präsident von diesem Recht Gebrauch gemacht, sodass es einige isländische Verfassungsrechtler als in der politischen Tradition verwirkt ansahen. Dies führte zu heftigen Kontroversen, als 2005 Präsident Grímsson erstmals einem umstrittenen Pressegesetz die Unterschrift verweigerte. Die damalige Regierung hob das betreffende Gesetz durch ein weiteres wieder auf und kam so einer Abstimmung zuvor.
Auf einer Reichsratssitzung am 31. Dezember 2009 verkündete der damalige Präsident Ólafur Ragnar Grímsson ein zweites Mal, einem Gesetz (Ergebnisse der Icesave-Verhandlungen) seine Unterschrift zu verweigern. Daraufhin musste zunächst ein Ausführungsgesetz zu den Umständen der Volksabstimmung erlassen werden, in welcher das Volk im März 2010 das Gesetz abgelehnt hat.

### Premierminister und Regierung
Der Premierminister (forsætisráðherra) und die Minister (ráðherra) werden vom isländischen Präsidenten ernannt. Dieser hat dabei freie Hand und kann theoretisch auch eine sogenannte außerparlamentarische Regierung ernennen. In der Praxis wird nach Wahlen üblicherweise der Anführer der größten Partei einer möglichen Koalition mit der Regierungsbildung beauftragt. Die Anzahl der Minister ist gesetzlich festgelegt. Der Premierminister und die Minister bilden zusammen die Regierung, jeder Minister leitet sein Ressort aber eigenverantwortlich; dadurch kann es in der Amtsführung zu sehr freier Auslegung der Koalitionsvereinbarungen kommen. Seit dem 21. Dezember 2024 ist Kristrún Frostadóttir von der sozialdemokratischen Allianz Premierministerin.

## Judikative

Hæstiréttur Íslands

Die Judikative war bis Ende 2017 zweistufig ausgebildet, seit 1. Januar 2018 ist sie dreistufig. Die untere Ebene bilden die Bezirksgerichte, die sich in den acht ehemaligen Verwaltungsbezirken befinden. Das Obergericht (Hæstiréttur Íslands – Oberster Gerichtshof) fungiert auch als Verfassungsgericht. Daneben besteht laut Verfassung noch die Möglichkeit, zum Zweck der Minister- und Präsidentenanklage ein so genanntes Landesgericht (Landsdómur) einzuberufen. Hiervon wurde erstmals im Herbst 2010 Gebrauch gemacht. Die Richter der regulären Gerichte werden, wie alle anderen Beamten auch, nach einem Bewerbungsverfahren vom fachlich zuständigen Minister ernannt.
Im Mai 2016 verabschiedete das Althing ein von der damaligen Innenministerin Ólöf Nordal vorgelegtes Gesetz, wodurch eine dreistufige Judikative eingeführt wurde. Zwischen den Bezirksgerichten und dem Hæstiréttur gibt es neu als mittlere Ebene das Appellationsgericht Landsréttur (Landesgericht, nicht zu verwechseln mit dem oben genannten Sondergerichtshof Landsdómur). Der Landsréttur nahm seine Tätigkeit am 1. Januar 2018 auf.

## Politische Parteien

### Historische Entwicklung
Das isländische Parteiensystem wurde vom französischen Politikwissenschaftler Jean Blondel 1968 als ein Mehrparteiensystem mit der Unabhängigkeitspartei als dominierender Partei beschrieben. In einem Überblick über das politische System Islands von 2009 wurde diese Feststellung als nach wie vor gültig bezeichnet. Grétar Thor Eythórsson und Detlef Jahn schreiben in diesem Zusammenhang von Islands „klassische[m] Fünfparteiensystem“. Neben den vier großen „alten“ Parteien war über längere Zeit eine wechselnde kleinere Partei im Parlament vertreten.
Die vier bedeutendsten politischen Parteien in Island waren von 1968 bis 1999 (die Großbuchstaben geben die Bezeichnung der Wahlliste, den Parteibuchstaben wieder):
- Die Unabhängigkeitspartei (Sjálfstæðisflokkur, D, konservativ, wirtschaftsfreundlich)
- Die Fortschrittspartei (Framsóknarflokkur, B, bäuerlich-liberal)
- Die Sozialdemokratische Partei Islands (Alþýðuflokkurinn, A, sozialdemokratisch, proeuropäisch)
- Die Volksallianz (Alþýðubandalagið, G, sozialistisch)

Des Weiteren waren folgende Parteien seit 1946 mindestens einmal bei Parlamentswahlen erfolgreich vertreten (siehe oben):
- Nationale Schutzpartei (Þjóðvarnarflokkur)
- Union der Liberalen und Linken (Samtök frjálslyndra og vinstri manna)
- Volkserwachen (Þjóðvaki, VA, eine Abspaltung der Sozialdemokratischen Partei)
- Die Frauenallianz (Samtökin um Kvennalista; SUK)
- Die isländischen Liberalen (Frjálslyndi flokkurinn; F, nationalkonservativ, vertrat die Kleinfischer)
- Die Bürgerpartei (Borgaraflokkurinn, rechtspopulistisch,[5] bestand von 1987 bis 1994)
- Die Bürgerbewegung (Borgarahreyfing; H; Bürgerprotest gegen die Viererpartei [der etablierten Parteien])

Bei dem Versuch, in den späten 1990ern die sozialdemokratisch orientierte, aber auf ein Intelligenzbürgertum begrenzte Volkspartei mit der sozialistisch orientierten Volksallianz sowie der Frauenliste zu vereinen, um eine schlagkräftige Neue Linke aufzubauen, kam es wiederum zur Spaltung in die heutige sozialdemokratische und europafreundliche
- Allianz oder Sammlungsbewegung (Samfylkingin (Abk. Sf); S)

und die links-grün-patriotisch orientierte
- Links-Grüne Bewegung (Vinstri hreyfing-Grænt framboð; (kurz VG); V)

die somit das Erbe der beiden früheren linken Volksparteien angetreten haben. Damit war vorerst auch das Vier- bzw. Fünf-Parteien-System wiederhergestellt.

### Zersplitterung seit den 2010er Jahren
In den 2010er Jahren ist die isländische Parteienlandschaft zunehmend zersplittert und die Anzahl der Parteien im Althing hat zugenommen. Nach der Parlamentswahl in Island 2017 sind acht Parteien im Althing vertreten, so viele wie noch nie zuvor.
Zu den neuen Parteien gehören:
- Píratar, die isländische Piratenpartei; P (bis 2016: Þ). Gegründet 2012, im Parlament seit der Wahl 2013.
- Viðreisn („Reform“, „Umbau“), liberal, pro EU-Beitritt; C. Gegründet 2016, im Parlament seit der Wahl 2016.
- Flokkur fólksins („Volkspartei“ oder „Partei der Leute/Menschen“), populistisch; F. Gegründet 2016, im Parlament seit der Wahl 2017.
- Miðflokkurinn („Zentrumspartei“), populistisch, contra EU-Beitritt; M. Gegründet zur Wahl 2017 und seither im Parlament.

Zwei dieser Parteien sind Abspaltungen: Viðreisn wurde von ehemaligen Mitgliedern der Unabhängigkeitspartei gegründet, die den EU-skeptischen Kurs dieser Partei ablehnten, und die Zentrumspartei ist eine Neugründung von Sigmundur Davíð Gunnlaugsson, dem ehemaligen Ministerpräsidenten Islands und Vorsitzenden der Fortschrittspartei. Eine weitere Partei, die öko-liberale und EU-freundliche Björt framtíð („Helle Zukunft“ oder „Strahlende Zukunft“), war seit der Wahl 2013 im Althing vertreten und im Jahre 2017 an der kurzlebigen Koalition der Regierung Bjarni Benediktsson beteiligt, konnte aber bei der Wahl vom 28. Oktober 2017 nicht mehr ins Parlament einziehen.
Da durch Parteienvielfalt und Wahlsystem in der Praxis keine Partei eine alleinige Mehrheit erringt, sind Koalitionen an der Tagesordnung. Es haben sich im Laufe der Jahrzehnte bevorzugte Konstellationen ergeben, allerdings haben sich zumindest die vier etablierten Parteien zu Koalitionen mit allen Kombinationsmöglichkeiten einer 2er und sogar 3er-Koalitionen zusammengefunden. Die Unabhängigkeitspartei und die Sozialistische Partei – die später zur Volksallianz wurde – fanden sich sogar als Regierungspartner 1944–1947 mit der Sozialdemokratischen Partei als drittem Mitglied.

## Gewerkschaften
Es gibt in Island verschiedene Branchengewerkschaften und einen Gewerkschaftsbund (Alþýðusamband Íslands, ASÍ);
mehr als 90 % der abhängig Beschäftigten sind darin organisiert. Das Genossenschaftswesen spielt, wenn auch tendenziell abnehmend, eine weltweit fast einmalig starke Rolle. Nahezu alle wichtigen Lebensbereiche (Renten, Urlaubssonderzahlungen, Gesundheitswesen, der Schule nachgeordnete Kinder- und Jugendfreizeiteinrichtungen, viele Kulturveranstaltungen, Fischereifahrzeug-poole und deren Ertragsverteilung u. v. m.) sind teilweise oder vollständig genossenschaftlich geregelt.

## Verwaltungsgliederung
Politisch ist Island in acht Regionen unterteilt: Höfuðborgarsvæðið, Suðurnes, Vesturland, Vestfirðir, Norðurland vestra, Norðurland eystra, Austurland und Suðurland.
Die acht Regionen werden (traditionell, aber nicht administrativ) in 23 sýslur (Syssel, etwa Landkreise) und 20 kreisfreie Gemeinden (acht kaupstaðir, sieben bæir, ein borg und vier weitere) gegliedert.
Auf der untersten Verwaltungsebene gibt es 64 Sveitarfélög (Gemeinden) (Stand 2023), einschließlich der acht kaupstaðir (Stand 2005).

## Mitgliedschaften in internationalen Organisationen
Island ist Mitglied bei folgenden Organisationen: FAO (seit 1945), Vereinte Nationen (seit 1946), NATO (seit 1949), Europarat (seit 1949), Nordischer Rat (seit 1952), EFTA (seit 1960), OECD (seit 1961), UNESCO (seit 1964), OSZE (seit 1975/1992), Westnordischer Rat (seit 1985/1997), Barentssee-Rat (seit 1993), EWR (seit 1994), WTO (seit 1995), Ostseerat (1995), Arktischer Rat (seit 1996), seit Oktober 2002 wieder Mitglied in der Internationalen Walfangkommission, neben diesen Mitgliedschaften ist für Island das Verteidigungsabkommen mit den USA (seit 1951) besonders wichtig.
Am 17. Juli 2009 überreichte Island ein mittlerweile zurückgezogenes Beitrittsgesuch zur Europäischen Union.